# مسجد النبي يونس

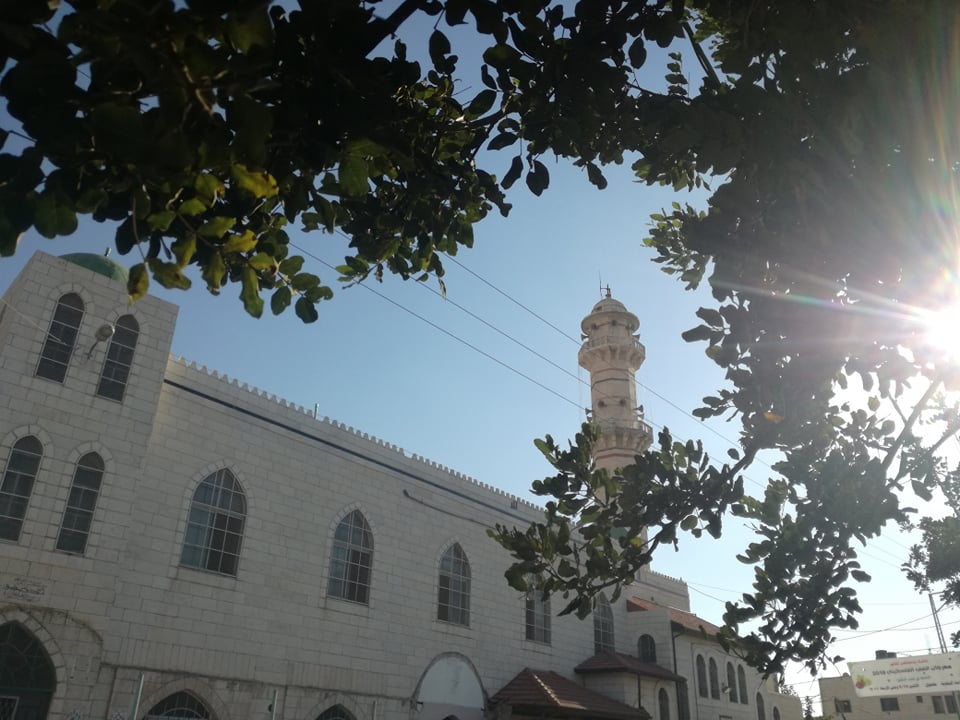
مسجد النبي يونس في حلحول في محافظة الخليل.

يقع مسجد النبي يونس في مدينة حلحول التابعة لمحافظة الخليل، في إحدى أكثر المناطق ارتفاعا (1027 مترا) على الهضبة الفلسطينية الوسطى، في فلسطين، وفي داخله قبر ينسب إلى النبي يونس، دون أن يوجد أحد يمكن أن يؤكد ذلك. لكن المعروف أن مسجدا قديما بني على القبر، ومنارة بناها الملك الأيوبي عيسى، ابن شقيق صلاح الدين عام 1226. ذكر ياقوت الحموي في كتابه معجم البلدان الذي وضعه في عام 1224 ميلادية وجود هذا المقام في حلحول بالقول: "حلحول: بالفتح ثم السكون، وضم الحاء الثانية، وسكون الواو، ولام: قرية بين بيت المقدس وقبر إبراهيم الخليل، وبها قبر يونس بن متى عليهما السلام. وقد ذكره أبو الحسن الهروي في كتابه الإشارات لمعرفة الزيارات بقول: "حلحول: قرية بها قبر يونس عليه السلام".
لم يبق من المسجد القديم والمنارة، إلا القليل، بعد أن أصبح قسما منه جزءا من المسجد الكبير الحديث.
ويقع بجوار مقام النبي يونس، في مدينة «حلحول» الفلسطينية، طريق فرعية تؤدي إلى مقام آخر اقل شهرة، لكنه يكتسب أهمية فائقة، بسبب كشف غير متوقع فيه، حدث في أوائل ثمانينات القرن العشرين وما تزال أصداؤه تثير فضول الكثيرين، فقد عثر في هذا المكان، على ثاني أقدم نقش إسلامي في العالم، وبمحض صدفة.
تم ترميم المسجد في أيار 2018 بتقوية أساسات المئذنة ودعائمها بتمويل من بلدية حلحول.

## تهديدات الاحتلال
بدوره يقول الخبير في شؤون الاستيطان جنوب الضفة عبد الهادي حنتش لـ«المركز الفلسطيني للإعلام» إن الاحتلال وضع مخططا لـ 800 هدف في الضفة المحتلة لاعتبارها جزءًا من التراث اليهودي كما يدّعون بينها أماكن دينية ومساجد كالحرم الإبراهيمي الشريف في الخليل والمسجد الأقصى المبارك في القدس.
ويوضح حنتش بأن الاحتلال والمستوطنين يقومون باقتحامات عديدة لمساجد كثيرة وضعوها نصب أعينهم لتكون تحت الادعاء؛ لتكون جزءا من ما يسمى بالتراث اليهودي، بينما لا يوجد لها أي تاريخ متعلق بذلك، ولكن فقط الهدف هو طمس المعالم الإسلامية.
ويتابع: «تم استهداف عدد من المساجد والأماكن الدينية في جنوب الضفة تحت اسم الارتباط التاريخي والتوراتي، ولكن كل ما يجري على الساحة وراءه المستوى السياسي والتصريحات التي يطلقها المسؤولون الصهاينة فيعطون من خلالها الضوء الأخضر للمستوطنين لمهاجمة المعالم الدينية الإسلامية والمسيحية».
يتعرض مسجد النبي يونس كما سائر المقامات والمساجد المنسوبة للأنبياء ويعتبرهم اليهود حكرا لهم للاقتحامات المتكررة من مئات المستوطنين اليهود الذين يسعون بشكل أو بآخر للسيطرة على هذه الأماكن الدينية التاريخية في سبيل إثباتهم للرواية التوراتية.

## في العراق
يوجد مقام آخر للنبي يونس والذي يقع في شمال العراق في مدينة الموصل على الضفة الشرقية من نهر دجلة. حيث ينتصب جامع النبي يونس فوق تلة مرتفعة نسبيا تدعى تلة النبي يونس يمكن الصعود اليه عبر ادرج طويلة.وقد عرف أيضا باسم مسجد التوبة. وقد لحق بالسور الخارجي أضرارا طفيفة بعد انفجار عبوة ناسفة قرب المسجد في يونيو 2010.
في لبنان يوجد مقام للنبي يونس وذلك في قرية كفرا في جنوب لبنان. واخر في شيخون بين مدينة حماة وأدلب.